# Banisteriopsis caapi
Banisteriopsis caapi är en tvåhjärtbladig växtart som först beskrevs av Richard Spruce och August Heinrich Rudolf Grisebach, och fick sitt nu gällande namn av Julius Sterling Morton. Banisteriopsis caapi ingår i släktet Banisteriopsis och familjen malpigiaväxter (Malpighiaceae). Inga underarter finns listade i Catalogue of Life.
Den sydamerikanska brygden där växten ingår är känd under namnet ayahuasca, caapi eller yagé.